# Mosor
Pour l’article homonyme, voir Mosor (Travnik).
Le Mosor est un massif montagneux de Croatie situé à proximité de la ville de Split près de la côte adriatique. Le massif, qui fait partie intégrante de la chaîne montagneuse des Alpes dinariques, s'étend au nord-ouest du col de Klis jusqu'à la rivière Cetina au sud-est.
Avec ses 1 339 m, le Veliki Kabal est le point culminant du massif constitué essentiellement de roches calcaires. Il n'existe aucune zone habitée au-dessus de 600 m. Parmi les autres sommets importants se trouvent le Debelo brdo (1 044 m), le Plisivac (1 053 m), le Kunjevod (1 082 m), le Jabukovac (1 182 m), le Botajna (1 196 m), le Ljubljan (1 262 m), le Kozik (1 319 m) et le Mosor (1 322 m) qui est aussi dénommé Vickov stup.

## Tourisme
La région, proche de l'importante ville croate de Split, accueille des touristes attirés par les sentiers de randonnées et les quelques refuges en montagne de la région. Du haut des montagnes, les randonneurs ont la possibilité d'admirer plusieurs îles croates parsemées sur la mer Adriatique. Ils peuvent également apercevoir d'autres montagnes situées plus à l'intérieur du pays comme le Dinara et le Troglav. Le col de Klis (environ 300 m abrite par ailleurs une ancienne forteresse.
Le club d'alpinisme Mosor est actif dans la région tout comme le service de secourisme croate (Gorska sluzba spasavanja ou GSS).

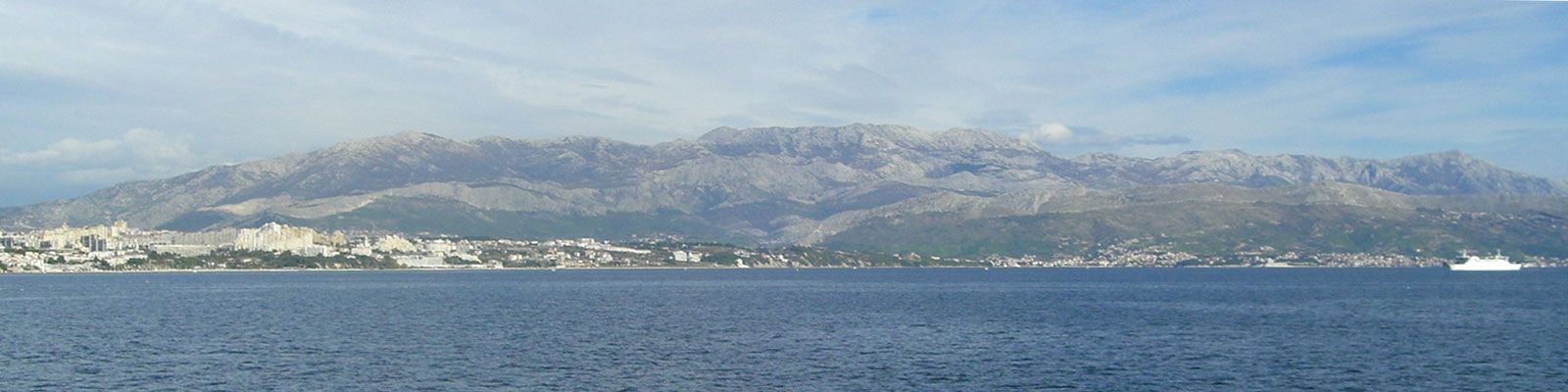
Vue panoramique sur le massif